# Shirin van Anrooij
Shirin van Anrooij (født 5. februar 2002) er en hollandsk professionel cykelrytter, som i øjeblikket kører for UCI Women's WorldTeam Lidl-Trek og UCI Cyclo-Cross Pro Team Baloise Trek Lions.